# Melvin Imoudu
Melvin Imoudu (* 27. Januar 1999 in Schwedt/Oder) ist ein deutscher Schwimmer. Er ist mehrfacher Deutscher Meister (2018–2023) und Europameister über 100 Meter Brust (2024).

## Karriere
Melvin Imoudu schwimmt für den Potsdamer SV im OSC Potsdam.
Imoudu gewann seine ersten Titel bei den Deutschen Meisterschaften 2018, als er sowohl über 50 Meter Brust als auch über 100 Meter Brust Deutscher Meister wurde, zudem war er Mitglied der siegreichen Lagenstaffel. Über 50 Meter Brust siegte er auch 2019, 2022 und 2023. Lediglich 2021 wurde er Zweiter hinter Lucas Matzerath. Über 100 Meter Brust gewann Imoudu auch 2022, 2023 erreichte er den zweiten Platz hinter Matzerath.
2021 nahm Imoudu an den Europameisterschaften in Budapest teil und schied im Halbfinale über 50 Meter Brust als Neunter aus. Für eine Finalteilnahme fehlten ihm 0,05 Sekunden. Drei Jahre später wurde Imoudu auch bei den Weltmeisterschaften 2024 Halbfinalneunter über 50 Meter Brust. Diesmal fehlten ihm 0,02 Sekunden für den Einzug in den Endlauf.
Bei den Europameisterschaften im Juni 2024 in Belgrad wurde Imoudu Europameister über 100 Meter Brust. Mit der 4-mal-100-Meter-Mixed-Lagenstaffel gewann er außerdem die Silbermedaille.
Bei den Olympischen Spielen 2024 in Paris belegte Imoudu über 100 Meter Brust im Finale den vierten Platz.

## Privates
Imoudus Vater Marcus stammt aus Lagos in Nigeria und studierte in der DDR. Melvin Imoudu ist der jüngere Bruder der Volleyballspielerin Denise Imoudu. Er machte sein Abitur an der Sportschule Potsdam „Friedrich Ludwig Jahn“.